# Estonia en los Juegos Olímpicos de Pekín 2008
Estonia estuvo representada en los Juegos Olímpicos de Pekín 2008 por un total de 47 deportistas que compitieron en 13 deportes.  
El portador de la bandera en la ceremonia de apertura fue el yudoca Martin Padar.

## Medallistas
El equipo olímpico estonio obtuvo las siguientes medallas:
| Nombre                      | Deporte   | Competición         |
| --------------------------- | --------- | ------------------- |
| Oro                         |           |                     |
| Gerd Kanter                 | Atletismo | Disco M             |
| Plata                       |           |                     |
| Jüri Jaanson Tõnu Endrekson | Remo      | Scull doble (M2x) M |
| Bronce                      |           |                     |
| —                           |           |                     |